# Scopelosaurus lepidus
Scopelosaurus lepidus is een straalvinnige vissensoort uit de familie van papierbeenvissen (Notosudidae). De wetenschappelijke naam van de soort is voor het eerst geldig gepubliceerd in 1955 door Krefft & Maul.